# Mai Tiến Thành
Mai Tiến Thành (Thanh Hóa, 16 marzo 1986) è un calciatore vietnamita, centrocampista del Thanh Hoa.

## Caratteristiche tecniche
Centrocampista, può essere impiegato anche come difensore centrale.

### Club
Comincia a giocare al Thanh Hoa. Nel 2009 si trasferisce al The Vissai N.B. Nel 2013 torna al Thanh Hoa. Nel 2014 passa al Binh Duong. Nel 2016 viene acquistato dal Thanh Hoa.

### Nazionale
Ha debuttato in Nazionale il 24 dicembre 2006, nell'amichevole Thailandia-Vietnam (2–1). Ha messo a segno la sua prima rete con la maglia della Nazionale il 30 giugno 2007, nell'amichevole Vietnam-Bahrein (5–3), in cui ha siglato la rete del momentaneo 3-1. Ha partecipato, con la Nazionale, alla Coppa d'Asia 2007. Ha collezionato in totale, con la maglia della Nazionale, 13 presenze e una rete.